# サンキュー ミスター・チャーチル
『サンキュー ミスター・チャーチル 』（Thank You Mr. Churchill）は、イングランドのロック・ミュージシャン、ピーター・フランプトンが2010年に発表した、ソロ名義では14作目のスタジオ・アルバム。

## 背景
タイトル曲は第二次世界大戦に出征した父親が生還し、その結果、自分が誕生できたことに感謝した反戦歌である。「ロード・トゥ・ザ・サン」では、当時21歳であったフランプトンの息子ジュリアン・フランプトンがボーカルを担当した。「ヴォードヴィル・ナナ・アンド・ザ・バンジョーレレ」は自身の祖母を題材としており、「バンジョーレレ」とはバンジョーとウクレレを融合した楽器で、フランプトンは7歳の頃に祖母からこの楽器を贈られて、音楽に興味を持つようになった。
収録曲のうち「アスリープ・アット・ザ・ホイール」と「リベルテ組曲」の一部「Megumi」は、北朝鮮拉致被害者の横田めぐみに捧げられた曲で、フランプトンはドキュメンタリー映画『めぐみ 引き裂かれた家族の30年』に触発されて、これらの曲を書いたという。「インヴィジブル・マン」はモータウンに捧げられており、ファンク・ブラザーズのメンバーがゲスト参加した。
日本盤は2010年5月17日に発売される予定だったが、いったん中止となり、最終的にはボーナス・トラック3曲を含む仕様で6月23日に発売された。

## 反響・評価
アメリカでは2010年5月15日付のBillboard 200で154位を記録したが、翌週にはチャート圏外に落ちた。Stephen Thomas Erlewineはオールミュージックにおいて5点満点中3.5点を付け「野心的なコンセプト・アルバムという体裁にふさわしく、濃密なリフ、組曲、うねりのあるブルース・ジャムといった要素を持つヘヴィなプログレッシブ・ロック・レコードとして結実した」と評している。

## 収録曲
特記なき楽曲はピーター・フランプトン作。7.はインストゥルメンタル。
1. サンキュー ミスター・チャーチル - "Thank You Mr. Churchill" (Peter Frampton, John Regan) - 4:52
2. ソリューション - "Solution" (P. Frampton, Gordon Kennedy) - 3:49
3. ロード・トゥ・ザ・サン - "Road to the Sun" (P. Frampton, Julian Frampton) - 5:10
4. アイム・デュー・ア・ユー - "I'm Due a You" (P. Frampton, G. Kennedy) - 5:00
5. ヴォードヴィル・ナナ・アンド・ザ・バンジョーレレ - "Vaudeville Nanna and the Banjolele" (P. Frampton, G. Kennedy) - 4:35
6. アスリープ・アット・ザ・ホイール - "Asleep at the Wheel" - 6:50
7. リベルテ組曲 - "Suite: Liberte" - 7:28
  - A: Megumi
  - B: Huria Watu
8. リストレイント - "Restraint" (P. Frampton, G. Kennedy) - 3:42
9. アイ・ウォント・イット・バック - "I Want It Back" - 4:40
10. インヴィジブル・マン - "Invisible Man" (P. Frampton, G. Kennedy) - 4:49
11. ブラック・アイス - "Black Ice" - 4:48

### 日本盤ボーナス・トラック
12.と13.は、ヨーロッパで発売されたスペシャル・エディション盤にも収録された。
1. アイ・アンダースタンド - "I Understand" - 3:29
2. ア・サウザンド・ドリームス - "A Thousand Dreams" - 5:17
3. ホワイル・マイ・ギター・ジェントリー・ウィープス - "While My Guitar Gently Weeps (Live at the Ryman)" (George Harrison) - 6:47

## 参加ミュージシャン
- ピーター・フランプトン - ボーカル(#7を除く全曲)、エレクトリック・ギター(all songs)、アコースティック・ギター(on #1, #5, #7, #8, #11)、6弦ベース(on #1)、エレクトリックピアノ(on #5, #11)、シンセサイザー(on #5)、ウクレレ(on #5)、ベース・ギター(on #8, #11)、ダルシマー(on #11)
- ジュリアン・フランプトン - ボーカル(on #3)
- ゴードン・ケネディ - エレクトリック・ギター(on #2, #10)
- エディ・ウィリス - エレクトリック・ギター(on #10)
- ベンモント・テンチ - ハモンドオルガン(on #1)
- ロブ・ジョーンズ - ピアノ、シンセサイザー(on #10)
- クレイグ・ヤング - ベース・ギター(#10, #11を除く全曲)
- ボブ・バビット - ベース・ギター(on #10)
- マット・キャメロン - ドラムス(on #1, #2, #3, #6, #8, #9)、パーカッション(on #8)
- チャド・クロムウェル（英語版） - ドラムス(on #4, #5, #7, #10)、タンブリン(on #4)
- ケネス・"スパイダー"・ライス - ドラムス(on #10)
- エリック・ダーケン - パーカッション(on #4, #10)、ヴィブラフォン(on #10)
- キラ・スモール、マルシア・ウェア、スキャット・スプリングス - バッキング・ボーカル(on #4, #10)